# 罗莎琳德·布雷特
罗莎琳德·布雷特（英語：Rosalind Brett，1979年3月12日—），英国女子游泳运动员。她曾代表英格兰参加2002年和2006年英联邦运动会游泳比赛，获得二枚银牌。她也曾参加2000年夏季奥运会。